# Su-10 (航空機)
 Su-10 «E» / Су-10 «E»
- 用途：爆撃機
- 設計者： スホーイ設計局
- 製造者：
- 運用者：試作のみ
- 運用状況：退役

Su-10(スホーイ10、スホイ10；ロシア語:Су-10スー・ヂェースャチ)又は«E»(«Е»イェー)は、ソ連のスホーイ設計局で開発された試作爆撃機。

## 概要
当機は1946年2月に開発要求が出された。しかし爆撃機の開発はスホーイ設計局にとって初めての、それもジェット機での開発であり、更にSu-12開発作業との重複から製作は遅れた。結局1948年の開発資金不足から試作機が未完成のうちに計画は中止された。

## 計画値
- 全長:19.55 m
- 全幅:20.60 m
- 全高:不明
- 翼面積:71.30 m2
- 空虚重量:13,435 kg
- 最大離陸重量:21,140 kg
- 最大速度:850 km/h
- エンジン:リューリカTR-1Aターボジェット(推力14.7 kN) 4基
- 航続距離:1,500 km
- 実用上昇限度:12,000 m
- 最大爆弾搭載量:4 t
- 武装:20mm機関砲 4門
- 乗員:4名